# Karabin ZK-420
ZK-420 – czechosłowacki karabin samopowtarzalny działający na zasadzie odprowadzania gazów prochowych, skonstruowany po II wojnie światowej przez braci Józefa i Franciszka Koucky'ch. Nigdy nie wszedł do produkcji seryjnej.